# Musculus brachioradialis

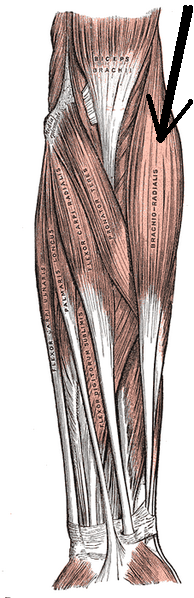
Az alkar izmai (a nyíl mutatja a brachioradialis-t)

A musculus brachioradialis (karorsói izom) egy izom az ember alkarján. 

## Eredés, tapadás, elhelyezkedés
A felkarcsont (humerus) linea supracondylaris lateralis részének nevezett helyről és azon belül a 2/3-áról ered. Az orsócsont (radius) processus styloideus radii-nak nevezett részén tapad, ami az orsócsont vége.

## Funkció
Supinatiós végállásban a pronatiót, pronatiós végállásban a supinatiót segíti. Középállásban a könyökízületi flexor.

## Beidegzés, vérellátás
A nervus radialis (C5, C6, C7) idegzi be és az arteria recurrens radialis látja el vérrel. 

## Külső hivatkozások
- Kép, leírás
- Kép, leírás
- Kép Archiválva 2008. április 15-i dátummal a Wayback Machine-ben